# Glenea labuanensis
Glenea labuanensis là một loài bọ cánh cứng trong họ Cerambycidae.